# شهرستان کراسنوشچیوکوفسکی
شهرستان کراسنوشچیوکوفسکی (به لاتین: Krasnoshchyokovsky District) یک شهرستان در روسیه است که در سرزمین آلتای واقع شده‌است.